# Hymenostylium calcareum
Hymenostylium calcareum là một loài rêu trong họ Pottiaceae. Loài này được (Nees & Hornsch.) Mitt. mô tả khoa học đầu tiên năm 1859.